# Rupa-Rupa

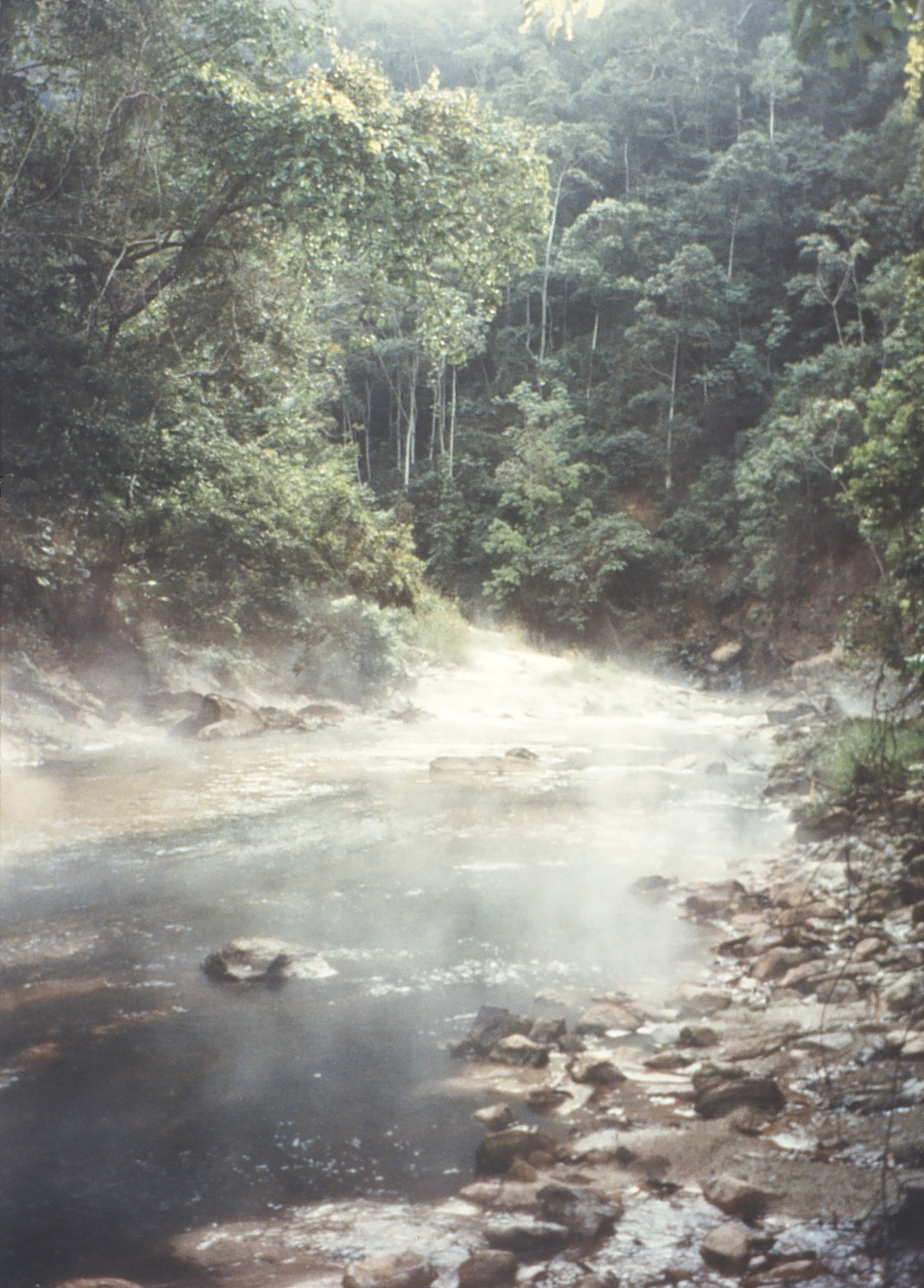
Manantial caliente en la región rupa-rupa, Amazonas, Perú.

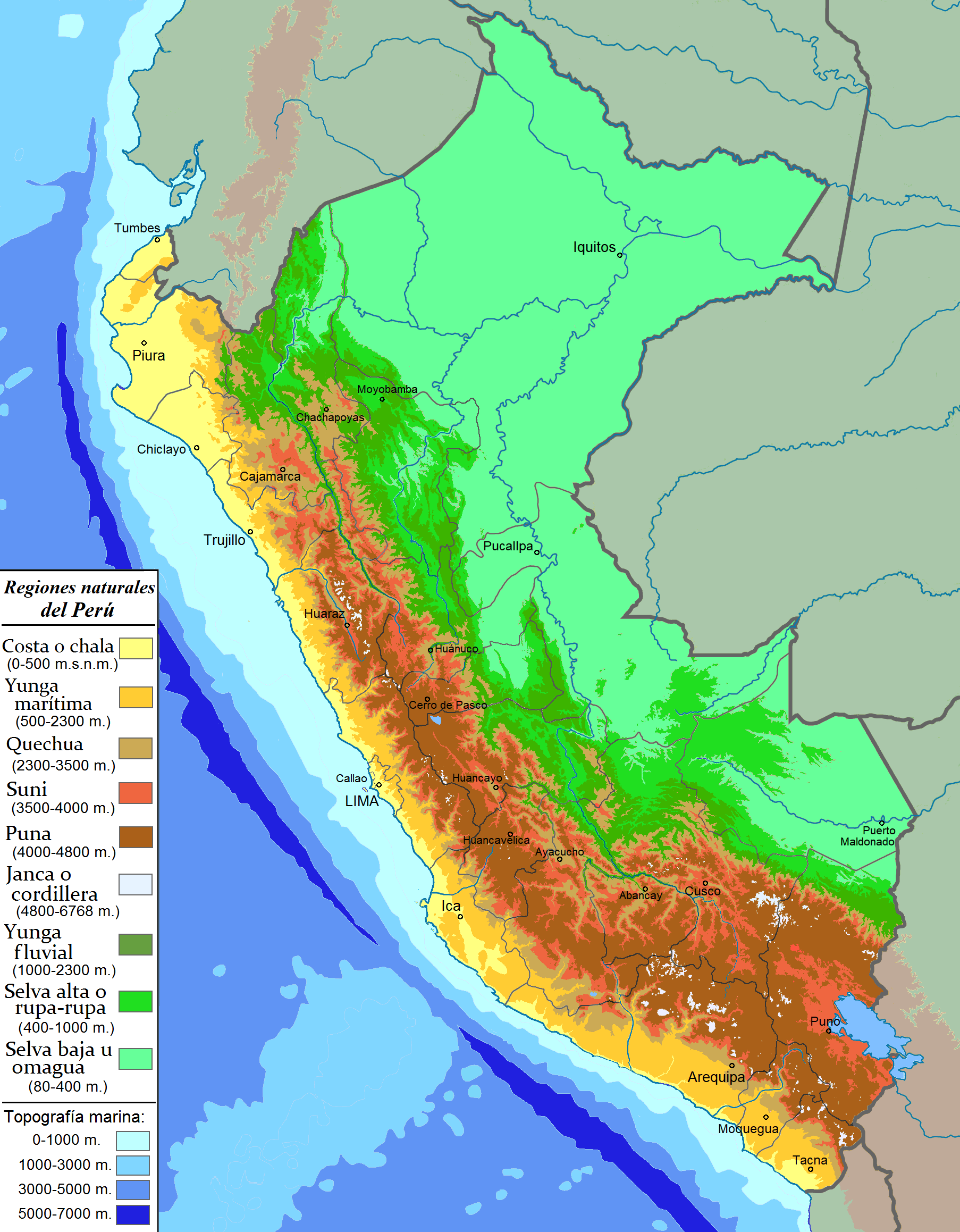
Mapa de la región Rupa-rupa graficada en color verde medio.

La región Rupa-Rupa (del Quechua rupha, "quemante, caliente"), también llamada selva alta o ceja de selva, es según Javier Pulgar Vidal, una región en la vertiente oriental de los Andes peruanos entre los 400 m s. n. m. y los 1,000 m s. n. m.
Su clima es caluroso y en invierno la temperatura no baja nunca de 15 °C, disminuyendo conforme se sube a las alturas templadas. Es la zona del Perú con mayor pluviosidad. Su orografía es compleja.
El término selva alta es usado también con un significado extendido (todos los bosques del flanco oriental andino) que incluye la yunga oriental.
En la flora encontramos musgos, bromelias y orquídeas y algunas plantas variadas. En la fauna al gallito de las rocas, tapir, y la víbora shushupe.
La Flora típica de esta región está conformada por una vegetación bien tupida, aunque en menor proporción que en la región más baja. Dentro de su conglomerada vegetación se pueden encontrar muchos claros, los cuales poseen suelos muy fértiles y otros que fácilmente pueden ser trabajados.
Esta región es donde se asienta la principal zona de los cultivos ilícitos de coca, lo que produce un gran daño ambiental en la región, ya que se siembra en forma agresiva y masiva, con tala de los árboles, quema de la vegetación silvestre y uso de químicos fertilizantes, biocidas y otros para la extracción de la cocaína tales como gasolina, amoníaco, ácido sulfúrico, ácido clorhídrico, acetona y permanganato de potasio.

## Clima
El clima es tropical lluvioso pre-montano. Se considera que sería la región más lluviosa del Perú, alcanzando un máximo de 8000 mm de precipitación en la ciudad de Quincemil (Cusco).

## Principales ciudades
Moyobamba, Jaén, Rioja, La Merced (Chanchamayo), Nueva Cajamarca, Bagua Grande, Perené, Pichanaqui, Tingo Maria, etc.